# Bandeira de Omã

A bandeira de Omã é composta por riscas horizontais de três cores (branco, verde e vermelho) com uma barra à esquerda onde se apresenta o símbolo nacional de Omã.
O branco representa paz e prosperidade, o verde fertilidade e as Montanhas Verdes, o vermelho as batalhas contra invasores estrangeiros. O vermelho é também a cor da antiga bandeira da nação, quando esta era conhecida simplesmente como Sultanato de Muscat e Omã.